# Lavrovec
Lavrovec je naselje v Občini Logatec.